# Matías Gallegos
Matías Gabriel Gallegos Panozzo (Santa Ana, Provincia de Entre Ríos, Argentina; 15 de mayo de 1997) es un futbolista argentino. Juega como delantero y su primer equipo fue Unión de Santa Fe. Actualmente milita en Deportes Copiapó de la Primera B de Chile.

## Trayectoria
Nacido en Santa Ana, Matías Gallegos se inició futbolísticamente en los clubes Tiro Federal y Deportivo Santa Ana (ambos pertenecientes a la Liga Chajariense de Fútbol), hasta que a los 14 años le surge la chance de probarse en Unión de Santa Fe. Allí comenzó jugando en 8.ª división y luego fue subiendo las distintas categorías hasta hacerse de un lugar estable en el plantel de Reserva comandado por Juan Pablo Pumpido.
A principios de 2017 es el propio Pumpido (ya confirmado como técnico del equipo de Primera División) quien lo convoca para realizar su primera pretemporada con el plantel profesional. Sin embargo, no tuvo chances en el primer equipo y siguió jugando en la Reserva, esta vez bajo la conducción de Eduardo Magnín. En el segundo semestre de ese año, Leonardo Madelón regresa a Unión y lo lleva por primera vez al banco de suplentes en el empate 1-1 con Newell's; paralelamente continuó teniendo destacadas actuaciones en la Reserva, convirtiéndose en una de las figuras del equipo.
Finalmente, le llegó la chance y tuvo un debut soñado: el 31 de marzo de 2018, en el empate 1-1 con San Martín de San Juan, ingresó a los 33 del ST en reemplazo de Lucas Gamba y cinco minutos después convirtió su primer gol en Primera. Al poco tiempo firmó su primer contrato profesional.
Jugó también en Olimpo de Bahía Blanca, Estudiantes de Caseros, Chacarita Juniors y Barnechea de Chile.

## Clubes
- Actualizado al 16 de agosto de 2025

| Club                       | Div.                | Temporada           | Liga | Liga | Copa Nacional | Copa Nacional | Copa Internacional | Copa Internacional | Total | Total |
| Club                       | Div.                | Temporada           | PJ   | G    | PJ            | G             | PJ                 | G                  | PJ    | G     |
| -------------------------- | ------------------- | ------------------- | ---- | ---- | ------------- | ------------- | ------------------ | ------------------ | ----- | ----- |
| Unión Argentina            | 1.ª                 | 2017/18             | 5    | 1    | 1             | 0             | -                  | -                  | 6     | 1     |
| Unión Argentina            | 1.ª                 | 2018/19             | 3    | 0    | 0             | 0             | -                  | -                  | 3     | 0     |
| Unión Argentina            | 1.ª                 | 2020                | -    | -    | 0             | 0             | 0                  | 0                  | 0     | 0     |
| Unión Argentina            | 1.ª                 | 2022                | 14   | 0    | 9             | 2             | 5                  | 1                  | 28    | 3     |
| Unión Argentina            | Total               | Total               | 22   | 1    | 10            | 2             | 5                  | 1                  | 37    | 4     |
| Olimpo Argentina           | 2.ª                 | 2018/19             | 12   | 4    | 0             | 0             | -                  | -                  | 12    | 4     |
| Olimpo Argentina           | Total               | Total               | 12   | 4    | 0             | 0             | -                  | -                  | 12    | 4     |
| Estudiantes (BA) Argentina | 2.ª                 | 2019/20             | 17   | 1    | 2             | 0             | -                  | -                  | 19    | 1     |
| Estudiantes (BA) Argentina | Total               | Total               | 17   | 1    | 2             | 0             | -                  | -                  | 19    | 1     |
| Chacarita Argentina        | 2.ª                 | 2021                | 22   | 0    | -             | -             | -                  | -                  | 22    | 0     |
| Chacarita Argentina        | Total               | Total               | 22   | 0    | -             | -             | -                  | -                  | 22    | 0     |
| Barnechea · Chile          | 2.ª                 | 2023                | 25   | 6    | 1             | 0             | -                  | -                  | 26    | 6     |
| Barnechea · Chile          | 2.ª                 | 2024                | 23   | 8    | 3             | 0             | -                  | -                  | 26    | 8     |
| Barnechea · Chile          | Total               | Total               | 48   | 14   | 4             | 0             | -                  | -                  | 52    | 14    |
| Deportes Copiapó · Chile   | 2.ª                 | 2025                | 19   | 7    | 4             | 2             | -                  | -                  | 23    | 9     |
| Deportes Copiapó · Chile   | Total               | Total               | 19   | 7    | 4             | 2             | -                  | -                  | 23    | 9     |
| Total en su carrera        | Total en su carrera | Total en su carrera | 140  | 27   | 20            | 4             | 5                  | 1                  | 165   | 32    |